# 유츠 조선족 향
유츠 조선족 향은 중화인민공화국 헤이룽장성 하얼빈시 산하 상즈시 관할의 조선족 민족향이다.

## 행정구역
7개의 행정촌을 관할하고 있다.
鱼池村、筒子沟村、开道村、兴安村、昌平村、新兴村和锦河村